# Goshen (África do Sul)

Bandeira de Goshen

Goshen (nomeada devido à bíblica Terra de Goshen), foi uma república Boer de curta duração; de 24 de Outubro de 1882, a 7 de Agosto de 1883, localizada na área da Bechuanalândia, Oeste da então República Sul-Africana.
A 7 de Agosto de 1883 uniu-se com o estado de Stellalândia, formando os Estados Unidos da Stellalândia. Em 1885, a Grã-Bretanha enviou ao território uma força militar sob o comando do General Charles Warren para reincorporar o território na Bechuanalândia, objectivo esse que foi cumprido.    